# Poste greche
La Poste greche S.A. (Ελληνικά Ταχυδρομεία, abbreviato in ΕΛΤΑ, ELTA) è l'azienda di Stato che fornisce servizi postali in tutta la Grecia. È succeduto al precedente Servizio postale statale fondato nel 1828. ELTA fornisce un servizio di posta universale in ogni parte della Grecia ed è un membro dell'Unione postale universale. I servizi offerti includono l'invio di corrispondenza ordinaria, il servizio pacchi, i conti deposito, la posta celere, un servizio di recapito posta in un giorno all'interno dei confini nazionali e un servizio di posta espressa internazionale.